# Champlevé
Champlevé je tehnika emajliranja v dekorativni umetnosti ali predmetov ustvarjenih v procesu, v katerem so vdolbine ali celice izrezljane, jedkane, udarjane ali ulite v površino kovinskega predmeta in napolnjene s steklastim emajlom. Predmet se nato žge, dokler se lošč ne spoji in ko se ohladi, se površina predmeta polira. Neizrezljani deli prvotne površine ostanejo vidni kot okvir za oblike lošča; v srednjeveških delih so po navadi pozlačeni.  Ime izvira iz francoščine za 'dvignjeno polje', 'polje', kar pomeni ozadje, čeprav tehnika v praksi znižuje površino, ki jo je treba emajlirati, namesto da dvigne preostanek površine.
Tehnika se uporablja že od antičnih časov, čeprav ni več med najpogosteje uporabljenimi tehnikami emajliranja. Champlevé je primeren za pokrivanje razmeroma velikih površin in za figurativne slike, čeprav je bil prvič uporabljen v keltski umetnosti za geometrijske modele. V romanski umetnosti je bil njegov potencial v celoti izkoriščen, okrasitev skrinjic, plošč in posod, Limogesu in drugih središčih.
Champlevé se razlikuje od tehnike cloisonne emajle, v kateri so vdolbine ustvarjene s spajkanjem ravnih kovinskih trakov na površino predmeta. Razlika med tehnikami je podobna tehnikam v lesu kot je  intarzija in markenterijja. Razlikuje se od tehnike basse-taille, ki je uspela v najkakovostnejšem gotskem delu, saj so dna vdolbin za sklenino groba, zato se uporabljajo le neprozorne barve emajla. V basse-taille so oblikovane vdolbine, uporabljeni so prosojni emajli, za bolj subtilne učinke, kot v pariškem Kraljevem pokalu iz 14. stoletja. 

## Zgodnji champlevé
Emajl je bil najprej uporabljen na majhnih kosih nakita in je pogosto razpadel v starih predmetih, ki so bili zakopani. Dosledna in pogosta uporaba champlevé tehnike se najprej vidi v latènskega sloga zgodnje keltske umetnosti v Evropi, od 3. ali 2. stoletja pr. n. št., kjer je bila prevladujoča barva rdeča, ki je bila morda namenjena kot imitacija rdečih koral (kot se je uporabljal na Withamskem ščitu), baza pa je bila običajno bronasta. Otoški Kelti na britanskih otokih so še posebej pogosto uporabljali tehniko, ki je vidna kot poudarki na reliefni dekoraciji ščita iz Batterseaja in drugih kosov.  Toda to je bila tehnično neprava sklenina v običajnem pomenu besede, ker se je steklo ogrevalo šele, ko je postala mehka pasta, preden je bila potisnjena na svoje mesto. To je včasih neformalno znano kot emajliranje s 'pečatnim voskom' in se lahko opiše kot 'steklen vložek' ali podobni izrazi. Prave tehnike emajliranja, pri kateri se steklena pasta uvaja in odpušča, dokler se ne raztopi, so se naučili od Rimljanov.  Najzgodnejši literarni opis emajla je grškega sofista Filostrata III., ki je v svojih Icones (Bk I, 28) zapisal, da opisuje barven konjski komat: »Rečeno je, da barbari v oceanu te barve prelivajo na ogret bron in da držijo, da postanejo trde kot kamen in ohranjajo modele, ki so na njih narejeni«.
Keltski krivočrtni slogi so bili zelo učinkoviti v sklenini in so se uporabljali skozi rimsko obdobje, ko so večinoma izginili v drugih medijih. Staffordshirska močvirna ponev je trulla iz 2. stoletja z velikimi emajliranimi kroglami v štirih barvah emajla, ki jo je naročil ali pripravil Draco, vojak, morda grški, kot spominek njegove službe na Hadrijanovem zidu. Je ena od skupin podobnih emajliranih posod, ki jih najdemo v Veliki Britaniji in severni Galiji. Manjši predmeti iz podobnih kontekstov vključujejo broške in drug nakit in nosilce za konjske jermene, kot jih je opisal Filostrat. Ob koncu rimskega cesarstva so se pojavile nove oblike: zaključki vse bolj domiselnih polkrožnih keltskih brošk so postali okrašeni s champlevéjem, tako kot drugi pritrdilni elementi in okovje ter obešalniki. Ti zadnji so že dolgo zmedli umetnostne zgodovinarje, saj ni samo njihov namen nejasen, temveč jih večinoma najdemo v anglosaškem in vikinškem kontekstu, vključno s tremi v Sutton Hoo, vendar njihova dekoracija uporablja pretežno keltske motive. Ena od posod iz Sutton Hooja je bila popravljena, vendar v drugačnem, germanskem slogu. Skupaj proizvodnja različnih vrst skodelic zajema obdobje 400–1100.  Medtem ko vodilni strokovnjak, Rupert Bruce-Mitford, vidi posode kot izdelke 'keltskih' delavnic, ki so morda pogosto na Irskem, v istem obdobju zmanjšuje uporabo velikih površin champlevéja v najbolj okrašenih keltskih broškah. Čeprav so podobne gemam, še vedno najdemo poudarke emajla, nekatere v millefiori. V anglosaški umetnosti, tako kot v večini Evrope in bizantinskega sveta, je bilo to obdobje, ko je v emajliranju tehnika cloisonné prevladovala.

## Romansko
Champlevé je še posebej povezan z romansko umetnostjo in mnogi izmed najbolje ohranjenih predmetov v slogu so značilni za tehniko. Zelo se je povečala uporaba tehnike na več področjih v poznem 11. stoletju, tako kot je dozorel romanski slog. Neposredni vir sloga ostaja nejasen; predlagani so bili različni eksotični izvori, vendar je verjetno povezana z veliko razširjenostjo uporabe vitraja v istem obdobju. Običajno so se uporabljale bakrene ali bronaste podlage, ki so bile mehke in enostavne za uporabo, pa tudi razmeroma poceni, vendar je bilo treba uporabiti barve v toplotnih neprozornih emajlih. Modra je bila zdaj prevladujoča barva, kot v vitrajih; najboljša modra v slikarstvu (bodisi na steni, tabli ali rokopisu) je bila zelo draga, medtem ko je v steklu bogata modra lahko dostopna.
Najbolj znani so mozanski in emajli iz Limogesa in figure, izrezljane v bakrene plošče, kažejo izjemen občutek za linije. Tripih iz Stavelota v New Yorku je primer najboljšega mozanskega dela, Becketova škatlica v Londonu pa zgodnji del iz Limogesa. Znana so imena številnih mozanskih zlatarskih emajlerjev. [[relief (umetnost)|Relief in popolnoma modelirane figure so bile tudi emajlirane, nekatere kovinske podlage pa so bile oblikovane s kladivom v kalupe. Proizvodnja Limoges se je stalno povečevala v količini in do gotskega obdobja se je zmanjšala kakovost, vendar je zagotovila dokaj poceni izdelek, zlasti skrinj za relikvije, proizvedenih v polindustrijskem obsegu in izvoženih po vsej Evropi. Španski emajl, ki se jih zlahka razlikuje od dela v Limogesu, je bil prav tako proizveden v velikem obsegu. Mozansko delo je bilo včasih pozlačeno ali posrebreno, v Limogesu in Španiji pa  navadno pobakreni in mnoga mozanska dela so to tudi uporabljala, kot v prikazanih primerih. Ta primer prikazuje tudi mešanje različnih barv in odtenkov znotraj iste celice, ki se tukaj uporabljajo v celotnem oblikovanju na kompleksen način, medtem ko je v primeru Limoges spodaj veliko manj in veliko enostavnejša uporaba te težke tehnike. 
Podobna tehnika je bila na Japonskem znana kot shippou-zogan, kjer je veljala za obliko tauširanja (umetnost vnašanja različnih kovin drug v drugega - tipično zlato ali srebro v temno oksidirano jeklo - da bi dobili zapletene vzorce, podobne nielu).

## Galerija
- Pozlačen bakren relikviarij v tehniki champlevé, v tipični obliki skrinjice, s prizori iz zgodbe Tomaža Becketa. Izdelano v Španiji, tudi središče srednjeveškega emajliranja.
- Škofovska palica, Limoges, prva polovica 13. stoletja, s prizorom Oznanjenja.
- Detajl relikviarija iz 13. stoletja, Limoges , s projicirano modelirano glavo na ravnem ozadju.
- 1554, kasnejša champlevé emajlirana plošča na bakru, V&A Museum št. 4358-1857
- Pozlačeno srebro, srebro, emajl iz stekla, steklena pasta (imitacija rubina). Relikviarij s človekom žalosti . Muzej umetnosti Walters.